# Neonotonia wightii
 (mars 2025).
Espèce
Synonymes
- Glycine albidiflora De Wild.[2]
- Glycine bujacia Benth.[2]
- Glycine claessensii De Wild.[2]
- Glycine javanica sensu auct.[2]
- Glycine longicauda Schweinf.[2]
- Glycine micrantha A.Rich.[2]
- Glycine wightii (Wight & Arn.) Verdc.[2] [3]
- Johnia wightii (Wight & Arn.) Wight & Arn.[2]
- Neonotonia wightii var. coimbatorensis (A.Sen) Karth.[2]
- Notonia wightii Wight & Arn.[2]
- Shuteria vestita "sensu Benth.,  non Wight & Arn"[2]
- Soja javanica (L.) Graham[2]
- Soja wightii Graham[2]

Statut de conservation UICN

 LC  : Préoccupation mineure
Neonotonia wightii, aussi appelé Soja pérenne, est une espèce de plantes à fleurs de la famille des Fabacées. C'est une liane originaire d'Afrique sub‑saharienne, du Yémen, d'Inde et du Sri Lanka. Elle a été introduite dans d'autres régions tropicales du monde où elle a pu devenir envahissante.

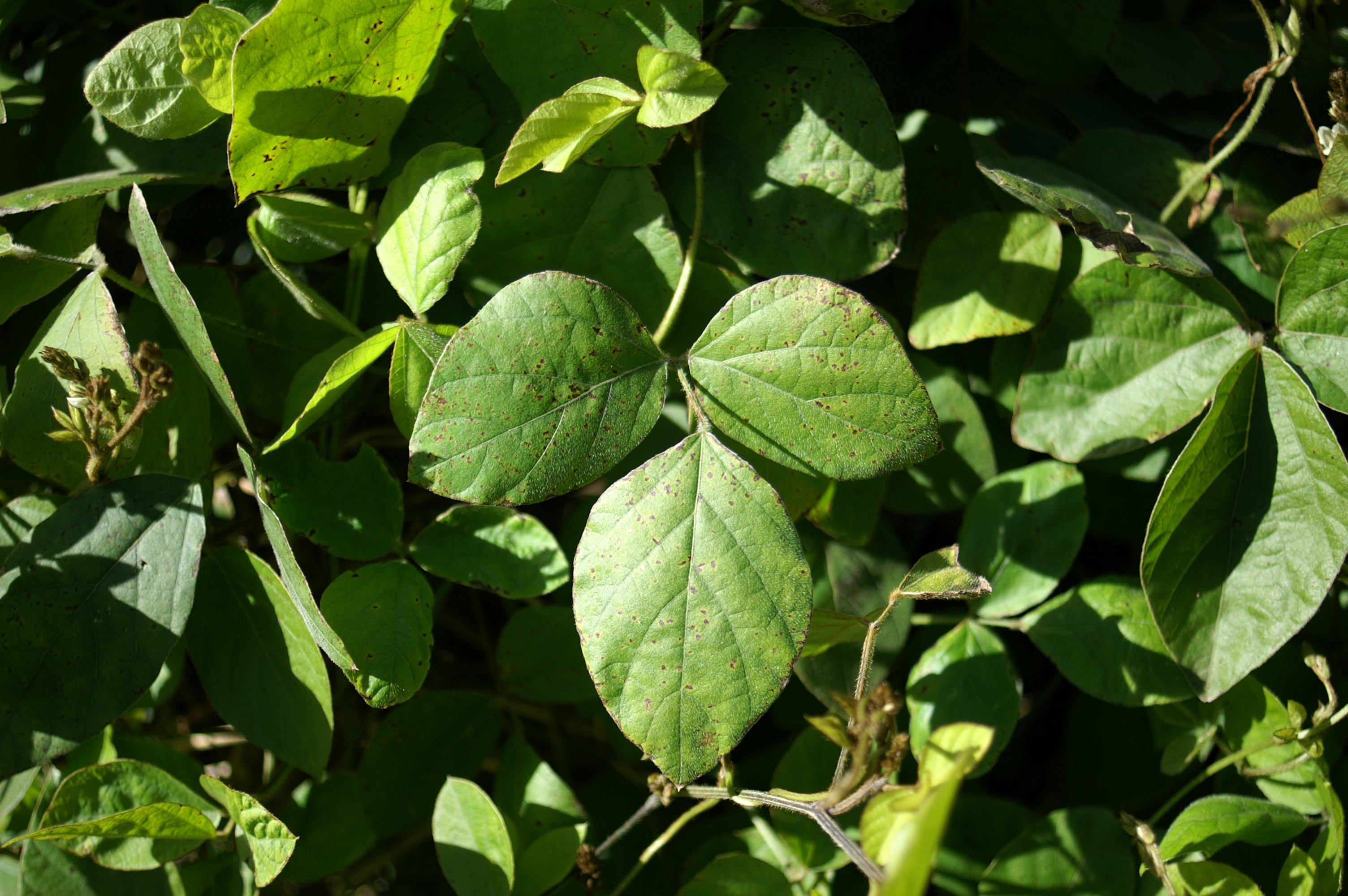
Feuillage de Neonotonia wightii.

## Description

### Aspect général

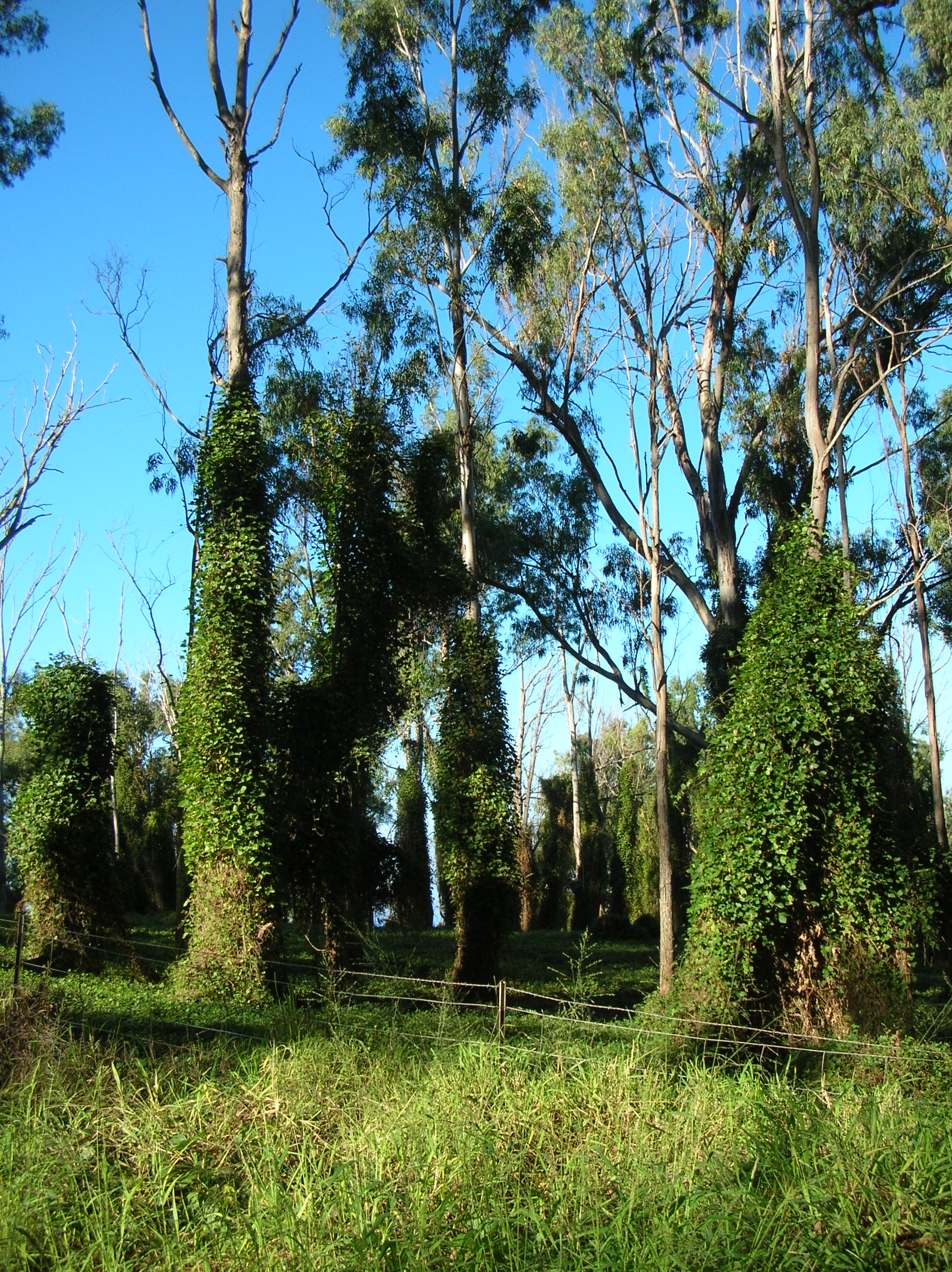
Neonotonia wightii envahissant des arbres.

La plante se présente comme une liane grimpante ou rampante pouvant atteindre 10 mètres de long, et dont la base est souvent ligneuse.

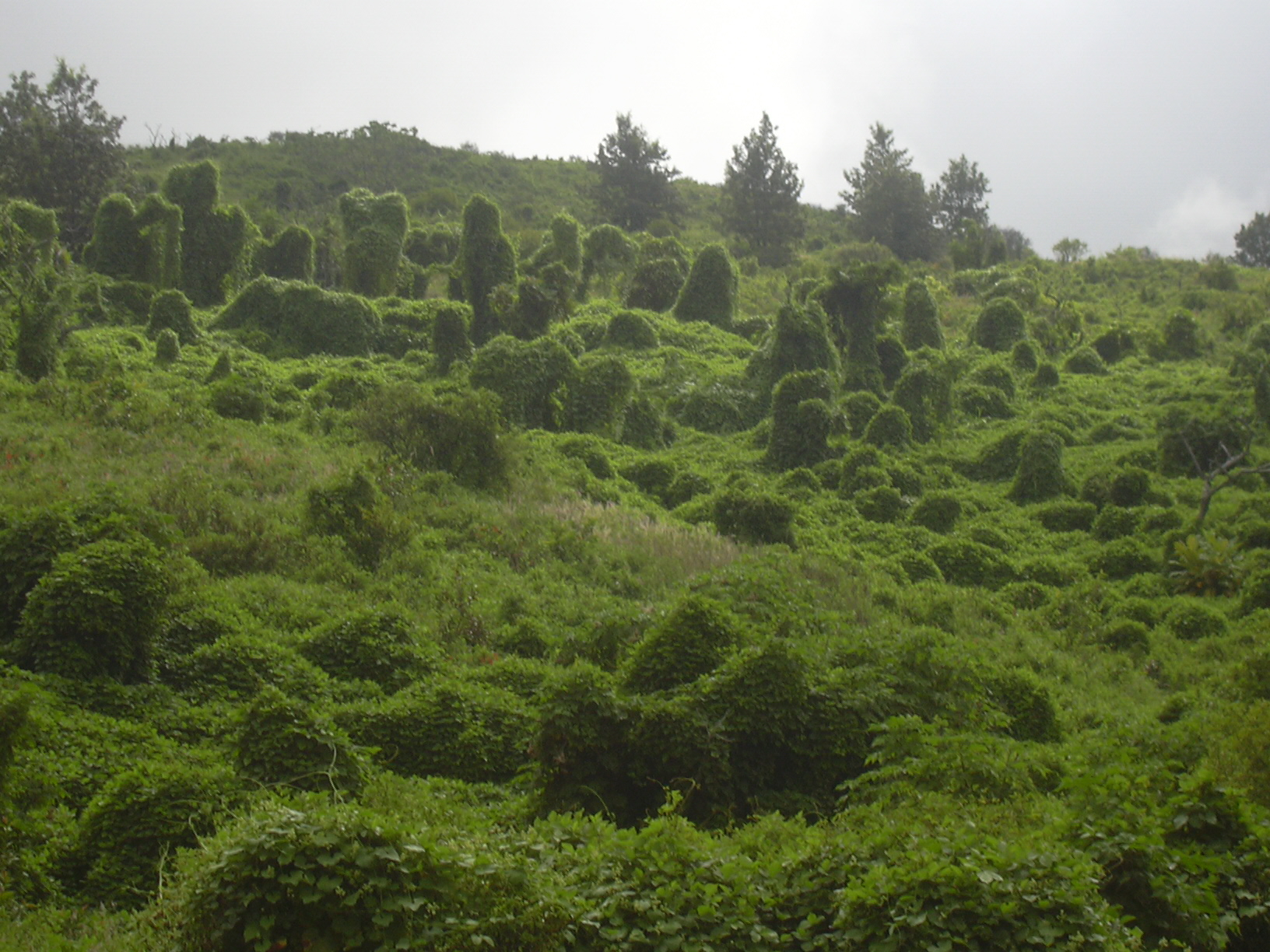
Invasion d'un paysage entier par Neonotonia wightii.

### Feuilles
Les feuilles sont composées trifoliées, alternes, pétiolées, pubescentes sur les deux faces. Leurs stipules sont lancéolées. La foliole terminale est plus grande que les latérales. Les folioles latérales ont une base dissymétrique.

### Fleurs

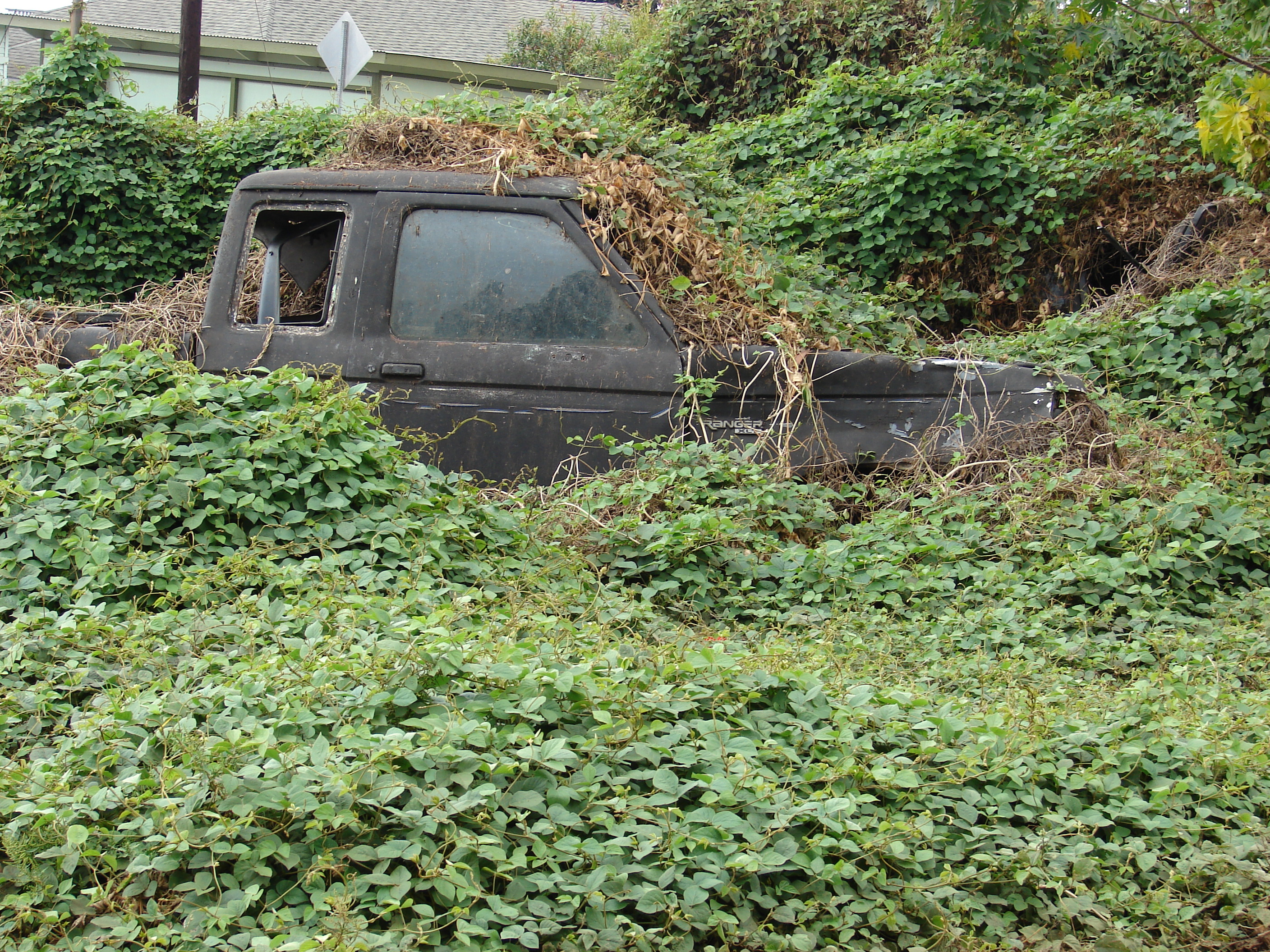
Neonotonia wightii envahissant une voiture abandonnée.

Les fleurs, regroupées en grappes, sont papilionacées, petites, blanches et avec un étendard taché de mauve.

### Fruits
Les fruits sont des gousses poilues et régulièrement étranglées, contenant 4 à 7 graines brunes, allongées et de 2,5 à 4 millimètres de long.

## Répartition
Cette espèce est naturalisée et envahissante dans de nombreuses régions tropicales.
Elle a été introduite en Nouvelle-Calédonie en 1969 en tant que plante fourragère et y est devenue envahissante,, tout comme à Hawaï, en Australie, en Polynésie, à Niue, aux Tonga et à Wallis-et-Futuna. À Hawaï, cette plante met en danger au moins sept autres espèces.

## Liste des variétés et sous-espèces
Selon Catalogue of Life (1 septembre 2019) :
- sous-espèce Neonotonia wightii subsp. petitiana
- sous-espèce Neonotonia wightii subsp. pseudojavanica
- sous-espèce Neonotonia wightii subsp. wightii
- variété Neonotonia wightii var. longicauda

Selon The Plant List (1 septembre 2019) :
- sous-espèce Neonotonia wightii subsp. petitiana (A.Rich.) J.A.Lackey
- sous-espèce Neonotonia wightii subsp. pseudojavanica (Taub.) J.A.Lackey

Selon Tropicos (1 septembre 2019) (Attention liste brute contenant possiblement des synonymes) :
- sous-espèce Neonotonia wightii subsp. petitiana (A. Rich.) J.A. Lackey
- sous-espèce Neonotonia wightii subsp. pseudojavanica (Taub.) J.A. Lackey
- sous-espèce Neonotonia wightii subsp. wightii
- variété Neonotonia wightii var. coimbatorensis Karthik.
- variété Neonotonia wightii var. longicauda (Schweinf.) Lackey